# نيكولاس ديفايلدر
.

## وصلات خارجية
- نيكولاس ديفايلدر على موقع رابطة محترفي التنس (الإنجليزية)
- نيكولاس ديفايلدر على موقع الاتحاد الدولي لكرة المضرب (الإنجليزية)
- نيكولاس ديفايلدر على موقع خلاصة التنس.كوم (الإنجليزية)
- نيكولاس ديفايلدر على موقع إي إس بي إن.كوم (الإنجليزية)